# 森下彰子
森下 彰子（もりした あやこ、1922年6月1日 - 1945年8月6日）は、日本の女優。

## 生涯

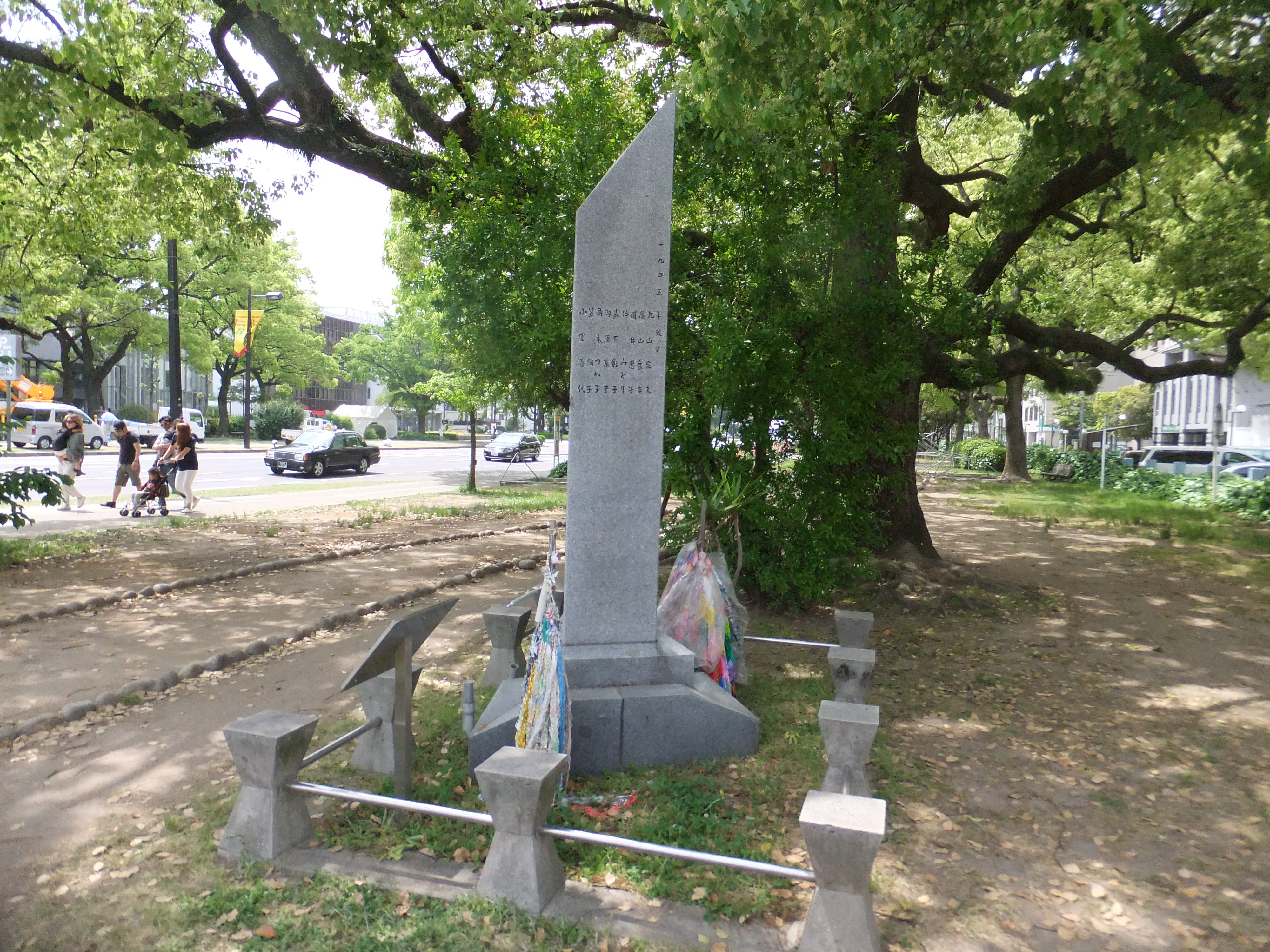
広島平和大通りにある移動演劇さくら隊殉難碑の側面。名前が刻まれている。

東京都・四谷生まれ。成女高等女学校中退後、日活多摩川（その後大映）に入社。
同僚の俳優・川村禾門と恋におち結婚。彼の朝鮮への出征後も、頻繁な文通をかわした。
映画『青空交響楽』（1943年、大映）、『ベンガルの嵐』（1944年、大映）などに出演後、女優仲間の町田博子らとともに芸能挺身隊として、その後日本移動演劇連盟が結成されると、丸山定夫率いる劇団「苦楽座」（後の桜隊）の団員として各地で慰問活動を行う。1945年7月、島根県巡業中に夫への最後の手紙となる45通目を投函。
1945年8月6日、同劇団の疎開先である広島市で被爆死した（家屋倒壊による即死と見られる）。
2008年、NHKにて『ハイビジョン特集 戦後60年関連 ヒロシマ・戦禍の“恋文” 女優 森下彰子の被爆』が放送された。

## 関連文献
- 新藤兼人 『さくら隊8月6日；広島で被爆した若き新劇人たち』 岩波ブックレット、1988年　ISBN 400003054X
- 堀川惠子 『戦禍に生きた演劇人たち；演出家・八田元夫と「桜隊」の悲劇』 講談社、2017年　ISBN 9784062207027
  - 前記の「ハイビジョン特集」をベースとしており、八田の伝記を中心とする戦前・戦後の新劇史であるが、森下と川村の恋文の交換も中心的エピソードの一つとして扱われている。
- 『彷書月刊』第14巻第8号（1998年8月号）「特集；劇団『さくら隊』原爆忌」